# Burak Yörük
Burak Erman Yörük (* 26. Mai 1995 in Şişli) ist ein türkischer Schauspieler.

## Leben und Karriere
Yörük wurde am 26. Mai 1995 in Şişli geboren. Seine Familie mütterlicherseits hat albanische Wurzel. Er studierte an der Beykent Üniversitesi. Sein Debüt gab er 2002 in der Fernsehserie Sırlar Dünyası. Danach spielte er in den Serien Biz Boşanıyoruz, Şeytan, Dede Korkut Hikâyeleri und Perde mit. Außerdem wurde er für die Serie 20 Dakika gecastet. 2017 war Yörük in Dayan Yüreğim zu sehen. Bekanntheit erlangte er in 4N1K İlk Aşk und 4N1K Yeni Başlangıçlar. Seinen Durchbruch hatte Yörük 2020 in der Serie Baraj. Seit 2021 ist Yörük mit der türkischen Sängerin Tuana Yılmaz liiert.

## Filmografie
Filme
- 2005: Perde
- 2017: 4N1K
- 2018: 4N1K 2

Serien
- 2002: Sırlar Dünyası
- 2004: Biz Boşanıyoruz
- 2005: Şeytan
- 2007: Dede Korkut Hikâyeleri
- 2013: 20 Dakika
- 2013: Ben Onu Çok Sevdim
- 2017: Dayan Yüreğim
- 2018: 4N1K İlk Aşk
- 2019: 4N1K Yeni Başlangıçlar
- 2020–2021: Baraj
- 2021–2022: Aşk Mantık İntikam
- 2020: Seversin